# Alaigne
Alaigne é uma comuna francesa na região administrativa de Occitânia, no departamento de Aude. Estende-se por uma área de 13,86 km². Em 2010 a comuna tinha 334 habitantes (densidade: 24,1 hab./km²).